# 黒沢村 (島根県)
黒沢村（くろさわむら）は、島根県那賀郡にあった村。現在の浜田市の一部にあたる。

## 地理
三隅川の上流域に位置していた。

## 歴史
- 1889年（明治22年）4月1日、町村制の施行により、那賀郡黒沢村、上古和村、下古和村、河内村（一部、字井河）が合併して村制施行し、黒沢村が発足[1][2]。
- 1955年（昭和30年）4月1日 - 那賀郡三隅町、岡見村、三保村、井野村（一部、大字井野字羽原を除く）、大麻村（一部、字折居の一部・東平原の大部分）と合併して三隅町が存続して廃止された[1][2]。

### 地名の由来
三角川筋で大木が繁茂し、暗く川に沿った郷沢のため。

## 産業
- 農業、製紙業[1]。